# Japanese Hospitality
Japanese Hospitality è un album del gruppo musicale finlandese Warmen, pubblicato nel 2009.
In questo album figurano come ospiti musicali Timo Kotipelto (Stratovarius, Kotipelto), Alexi Laiho(Children of Bodom), Pasi Rantanen (Revolution Renaissance, Thunderstone), Jonna Kosonen e Marko Vaara. Sono presenti cover di Janet Jackson, Journey e Roxette.

## Tracce
1. Japanese Hospitality (Instrumental)
2. Eye of the Storm (feat. Timo Kotipelto)
3. Goodbye (feat. Jonna Kosonen)
4. My Fallen Angel (feat. Pasi Rantanen)
5. Don't Bring Her Here (feat. Jonna Kosonen)
6. High Heels on Cobblestone (feat. Alexi Laiho)
7. Switcharoo (Instrumental)
8. Black Cat (Janet Jackson cover) (feat. Jonna Kosonen)
9. Unconditional Confession (feat. Marko Vaara)
10. Separate Ways (Journey cover) (feat. Pasi Rantanen)
11. Fading Like a Flower (Roxette cover) (feat. Jonna Kosonen) (Japanese Bonus track)

## Formazione
- Janne Warmen - tastiere
- Lauri Porra -  basso
- Antti Warmen - chitarra
- Sami Virtanen - chitarra
- Mirka Rantanen - batteria

Session member
- Timo Kotipelto - voce
- Alexi Laiho - voce
- Jonna Kosonen - voce
- Pasi Rantanen - voce
- Marko Vaara - voce